# All Dirt Roads Taste of Salt
All Dirt Roads Taste of Salt es una película dramática estadounidense de 2023, escrita y dirigida por Raven Jackson. Está protagonizada por Charleen McClure, Moses Ingram, Reginald Helms Jr., Zainab Jah, Sheila Atim y Chris Chalk. Barry Jenkins se desempeña como productor bajo su estandarte Pastel.
La película fue seleccionada para participar en la selección principal del Festival Internacional de Cine de Nueva York de 2023.

## Sinopsis
All Dirt Roads Taste of Salt explora la vida de Mack, una mujer negra de Tennessee, desde su juventud hasta su vejez.

## Reparto
- Charleen McClure como Mack
  - Kaylee Nicole Johnson como el joven Mack
  - Zainab Jah como Mack mayor
- Moses Ingram como Josie
  - Jayah Henry como Josie joven
- Reginald Helms Jr. como Wood
  - Preston McDowell como Wood joven
- Sheila Atim como Evelyn
- Chris Chalk como Isaiah

## Recepción

### Crítica
All Dirt Roads Taste of Salt recibió reseñas generalmente positivas de parte de la crítica y mixtas de la audiencia. En el sitio web agregador de reseñas Rotten Tomatoes, la película posee una aprobación de 90%, basada en 58 reseñas, con una calificación de 7,6/10 y un consenso crítico que dice "Para los espectadores que deseen y puedan adaptarse a su ritmo pausado y recursivo, All Dirt Roads Taste of Salt es una exploración bellamente elegante del dolor y el anhelo". De parte de la audiencia tiene una aprobación de 69%, basada en más de 50 votos, con una calificación de 3,5/5.
El sitio web Metacritic le dio a la película una puntuación de 86 de 100, basada en 22 reseñas, indicando "aclamación universal". En el sitio IMDb los usuarios le asignaron una calificación de 6,0/10, sobre la base de más de más de 428 votos, mientras que en la página web FilmAffinity la película tiene una calificación de 4,6/10, basada en 72 votos.

### Premios y nominaciones
| Premio                                                  | Fecha                    | Categoría                                     | Nominado(s)                                                                  | Resultado | Ref.   |
| ------------------------------------------------------- | ------------------------ | --------------------------------------------- | ---------------------------------------------------------------------------- | --------- | ------ |
| Festival de Cine de Sundance                            | 27 de enero de 2023      | Gran Premio del Jurado: Competencia Dramática | All Dirt Roads Taste of Salt                                                 | Nominada  | [ 7 ]  |
| Festival Internacional de Cine de San Sebastián         | 30 de septiembre de 2023 | Concha de Oro                                 | All Dirt Roads Taste of Salt                                                 | Nominada  | [ 8 ]  |
| Festival Internacional de Cine de San Sebastián         | 30 de septiembre de 2023 | Premio RTVE-Another Look - Mención especial   | All Dirt Roads Taste of Salt                                                 | Ganadora  | [ 9 ]  |
| Festival Internacional de Cine de San Sebastián         | 30 de septiembre de 2023 | Premio SIGNIS                                 | All Dirt Roads Taste of Salt                                                 | Ganadora  | [ 9 ]  |
| Ghent International Film Festival                       | 21 de octubre de 2023    | Mejor película                                | All Dirt Roads Taste of Salt                                                 | Nominada  | [ 10 ] |
| Festival Internacional de Cine de Chicago               | 22 de octubre de 2023    | Gold Hugo                                     | All Dirt Roads Taste of Salt                                                 | Nominada  | [ 11 ] |
| Montclair Film Festival                                 | 29 de octubre de 2023    | Mejor director y guionista revelación         | Raven Jackson                                                                | Ganadora  | [ 12 ] |
| Premios Gotham                                          | 27 de noviembre de 2023  | Mejor director                                | Raven Jackson                                                                | Nominada  | [ 13 ] |
| National Board of Review                                | 6 de diciembre de 2023   | Top 10 Películas Independientes               | All Dirt Roads Taste of Salt                                                 | Ganadora  |        |
| Premios de la Asociación de Críticos de Cine de Chicago | 12 de diciembre de 2023  | Mejor montaje                                 | All Dirt Roads Taste of Salt                                                 | Nominada  | [ 14 ] |
| Premios de la Asociación de Críticos de Cine de Chicago | 12 de diciembre de 2023  | Premio Milos Stehlik al cineasta revelación   | Raven Jackson                                                                | Nominada  | [ 14 ] |
| Florida Film Critics Circle Awards                      | 21 de diciembre de 2023  | Mejor ópera prima                             | Raven Jackson                                                                | Pendiente | [ 15 ] |
| Premios Black Reel                                      | 16 de enero de 2024      | Mejor película independiente                  | All Dirt Roads Taste of Salt                                                 | Pendiente | [ 16 ] |
| Premios Black Reel                                      | 16 de enero de 2024      | Mejor director emergente                      | Raven Jackson                                                                | Pendiente | [ 16 ] |
| Premios Black Reel                                      | 16 de enero de 2024      | Mejor primer guion                            | Raven Jackson                                                                | Pendiente | [ 16 ] |
| Premios Black Reel                                      | 16 de enero de 2024      | Mejor fotografía                              | Jomo Fray                                                                    | Pendiente | [ 16 ] |
| Premios Independent Spirit                              | 25 de febrero de 2024    | Mejor ópera prima                             | Raven Jackson, Maria Altamirano, Mark Ceryak, Barry Jenkins y Adele Romanski | Pendiente | [ 17 ] |
| Premios Independent Spirit                              | 25 de febrero de 2024    | Mejor fotografía                              | Jomo Fray                                                                    | Pendiente | [ 17 ] |